# Liste der Monuments historiques in Eckwersheim
Die Liste der Monuments historiques in Eckwersheim führt die Monuments historiques in der französischen Gemeinde Eckwersheim auf.

## Liste der Bauwerke
| Bezeichnung                       | Beschreibung                                       | Standort                 | Kennzeichnung | Schutzstatus | Datum | Bild           |
| --------------------------------- | -------------------------------------------------- | ------------------------ | ------------- | ------------ | ----- | -------------- |
| Protestantische Kirche St-Jacques | mittelalterlicher Chorturm, Schiff bezeichnet 1720 | Rue du Presbytère (Lage) | PA00084702    | Inscrit      | 1929  | weitere Bilder |